# Кнюпфер, Мориц Георгиевич
Барон Мориц Георгиевич Кнюпфер (11.09.1882, Ампель, Вейсенштейнский уезд, Эстляндская губерния, Российская империя — 18.03.1954, Лондон) — русский морской офицер, капитан 1-го ранга, участник Цусимского сражения, обороны Моонзунда во время Первой мировой войны и Гражданской войны на Северо-Западе.

## Биография
Родился в семье лютеранского пастора Георгия Карловича Кнюпфера и Марии Фёдоровны Унтербергер. Племянник военного губернатора Приморской области генерала Павла Фёдоровича Унтербергера
- Учился в частной школе Лайюса (Ревель).
- 1896 — Окончил ревельское Петровское реальное училище.
- По ходатайству дяди высочайшим повелением допущен к экзаменам в Морской кадетский корпус.
- 1900 — Вступил в службу.
- 1903 — Окончил МКК. Мичман.
- 04.10.1903 — Вахтенный офицер крейсера 1-го ранга «Дмитрий Донской». Участвовал в Цусимском походе и сражении. Командовал расчетами носовых 6-дюймовых орудий № 1 и 2 в батарейной палубе. Был ранен в голову, ногу и плечо, подобран японцами из воды в бессознательном состоянии.
- 22.04.1907 — Лейтенант.
- 12.10.1907 — Артиллерийский офицер крейсера 1-го ранга «Диана».
- 19.11.1907 — Прикомандирован к Гвардейскому экипажу.
- 1908 — Закончил Артиллерийский класс. Артиллерийский офицер 1-го разряда.
- 06.12.1908 — Зачислен в Гвардейский экипаж.
- 1907—1909 — Младший артиллерийский офицер крейсера 1-го ранга «Олег».
- 14.05.1910 — Вахтенный начальник императорской яхты «Александрия».
- 25.08.1910 — Откомандирован для поступления в Николаевскую морскую академию.
- 01.01.1911 — Слушатель академии.
- 1912 — Окончил военно-морской отдел академии.
- 30.04.1913 — И. д. старшего офицера эскадренного миноносца «Войсковой».
- 06.12.1913 — Старший лейтенант.
- 30.12.1913 — Утверждён в должности.
- 06.12.1915 — Капитан 2-го ранга за отличие.
- 09.03.1916 — Командир эскадренного миноносца «Войсковой».
- 1916 — Капитан 1-го ранга.
- 1917 — Начальник обороны п-ова Сворбе (о-в Эзель).

На нашей главной опоре при попытке неприятеля прорвать Ирбенский проход, 305-мм Церельской батарее, установленной с таким трудом только благодаря энергии капитана 1-го ранга Кнюпфера, работы с весны оставляли желать много лучшего, и орудия, и погреба не были защищены до осени. У капитана 1-го ранга Кнюпфера происходили трения со строительной частью позиции и, по его словам, он тщетно добивался исполнения своих законных и насущных требований от штаба позиции. Лично и через меня (так как батареи в боевом отношении при появлении неприятеля в Ирбенском проходе были подчинены мне) для ускорения работ он просил командующего флотом подчинить ему строительную часть, но последний вследствие существующих законоположений не мог этого исполнить.— Бахирев М. К. Отчет о действиях Морских сил Рижского залива 29 сентября – 7 октября 1917 г.

Около полудня на Церель прибыл начальник обороны Сворбского участка кап. 1 ранга Кнюпфер. Было устроено собрание, на котором он познакомил с обстановкой и сообщил о присылке немцами парламентеров. Сначала он предложил было просто повесить их, но затем было решено, что он пошлет на переговоры с ними армейских представителей вместе с делегатами с батарей.— Косинский А. М. Моонзундская операция Балтийского флота 1917 года

По свидетельству Бартенева, когда немцы, уже захватившие почти весь Эзель, предложили Кнюпферу почетные условия сдачи, он сказал, что «шкурников», которые приведут к нему парламентеров, он прикажет расстрелять, а самих парламентеров повесить.— Максимов Е. Подвиг на Цереле

Командовавший морскими частями и ведавший морскими оборонительными постройками на Сворбе-капитан флота Кнюпфер умел крепко держать свои части в руках и мог поднять их дух и обороноспособность. О сдаче, во всяком случае вначале, никто, видимо, не помышлял. Это подтверждается и тем приемом, который был оказан немецкому парламентеру, старшему лейтенанту Оппену.— Фон Чишвиц. Захват балтийских островов Германией в 1917 г.

Наконец, в 13 ч. 30 м вернулся старший лейт. фон Оппен. Он был принят русскими крайне враждебно, ему даже грозили расстрелом. На свое предложение он получил ответ: «Если вы желаете избежать кровопролития, то уходите с о. Эзель!» Русские предложили заключить перемирие и просили дать время на размышление и прислать делегатов для переговоров. Подполк. Фишер командировал со старшим лейт. фон Оппеном только своего полкового адъютанта, отказавшись от перемирия по той причине, что боевые действия на суше и на море продолжаются. Кроме того, он обещал согласиться на почетные условия сдачи русских лишь в том случае, если ими ничего не будет разрушено… Наконец, в 18 час. вернулись оба офицера с докладом о том., что противник собирается сдаться… Положение на Сворбе выяснилось только после того, как в 16 час. удалось подслушать донесение по радио с 4-й эскадры в штаб морских сил. Донесение гласило: «Противник оставил Церель, подрывает и сжигает сооружения».— Фон Чишвиц Захват балтийских островов Германией в 1917 г.

Прибывший около этого времени со Сворбе по приказанию капитана 1-го ранга Кнюпфера с тремя сторожевыми катерами капитан 2-го ранга Кира-Динжан доложил мне о страшном упадке духа на Сворбе. Вчера (1 октября) при стрельбе по 305-мм батарее № 43 неприятельских кораблей от NW прислуга двух орудий разбежалась, у третьего орудия осталась половина её и неприятелю отвечали только два (вернее полтора) орудия. Повреждений, убитых и раненых нет. Капитан 2-го ранга Кира-Динжан передал мне, что в ночь на 2 октября большая часть команды 305-мм батареи пришла в Менто, команда требует сдачи укрепленного района и что у большинства все помыслы направлены к спасению жизни во что бы то ни стало. Одним словом, существование укрепленного района Сворбе — это вопрос нескольких часов.— Бахирев М. К. Отчет о действиях Морских сил Рижского залива 29 сентября – 7 октября 1917 г.
- 05.10.1917 — Захвачен в плен. Вместе с семьей вывезен в Либаву.
- Начальник морского отдела штаба Северного корпуса, затем осуществлял связь с Английской миссией. Начальник военно-морского управления при Северо-Западной армии.
- 31.07.1919 — Зачислен в резерв чинов при военно-морском управлении, с выражением благодарности от лица Северо-Западной армии.
- Уехал в Англию. Состоял в объединении офицеров Гвардейского экипажа.

Похоронен в Лондоне на Бромптонском кладбище.

## Семья
- Братья:
  - Бурхардт
  - Ганс
  - Артур-Андреас-Георг (сводный)
- Жена: Люси
- Дети:
  - Георгий
  - Дези

## Награды
- орден Святого Владимира 4-й степени с мечами и бантом (08.01.1907)
- орден Святого Станислава 2-й степени с мечами (01.06.1915)
- орден Святой Анны 4-й степени с надписью «За храбрость» (23.11.1915)
- серебряная медаль «За спасение погибавших» на Владимировской ленте (06.04.1903)
- светло-бронзовая медаль в память Русско-Японской войны 1904—1905 с бантом (1906)
- темно-бронзовая медаль в память плавания 1904—1905 2-й Тихоокеанской эскадры вокруг Африки на Дальний Восток (1907)
- светло-бронзовая медаль в память 100-летия Отечественной войны 1812 (1912)
- светло-бронзовая медаль в память 300-летия царствования дома Романовых (1913)
- светло-бронзовая медаль в память 200-летия Гангутской победы (1915)
- знак в память 200-летнего юбилея Морского кадетского корпуса (1901)
- золотой знак в память окончания курса Морского корпуса (1910)
- знак в память 200-летия Гвардейского экипажа (1910)
- знак Морской академии (1912).

## В описаниях современников
Хорошо воспитан, можно назвать светским человеком. Вино пьет редко и мало. Отношения в семье: влюблен в жену. …Общее развитие: среднее, способности не особенно большие, соображает туго. Иногда требует понуждения. …Служебный такт с подчиненными: посредственен, кричит и шумит без толку. Отношение к нижним чинам: не понимает характера русского матроса совершенно, думает громким криком нагнать страха, любовью и авторитетом не пользуется.

## В литературе
Под собственным именем, но в весьма искаженном виде выведен в романе В. С. Пикуля «Моонзунд» и в одноимённой экранизации этого романа: по их сюжету он перебегает на сторону противника и обеспечивает захват немцами батареи на Цереле.